# 아그네야스트라
아그네야스트라(산스크리트어: आग्नेयास्त्र)는 힌두교의 염신 아그니의 상징적인 천상의 무기(아스트라)이며, 라마야나와 마하바라타와 같은 인도 서사시에 등장하며, 아르주나나 아슈와타마와 같은 많은 유명한 전사 영웅들이 소환하였다.

## 설명
고전 문헌에서 아그네야스트라는 대부분의 아스트라와 마찬가지로 미사일/로켓, 창, 화살/볼트와 같은 날이 없는 투사체 무기의 형태를 취한다고 한다. 발사되면 일반적인 수단으로는 끌 수 없는 불꽃을 방출하고 수백 또는 심지어 수천 개의 불타는 화살에 해당하는 화력을 발산하여 수많은 군단에 효과적이라고 한다. 불의 속성 때문에 적이 물을 기반으로 한 바루나스트라를 소환하여 무효화할 수 있다.

## 문학

### 라마야나
라마야나에서 아그네야스트라는 락슈마나가 휘둘렀고 아티카야가 수리야스트라를 소환하여 맞섰으며, 그 결과 서로 불탔다.

### 마하바라타
마하바라타의 한 전설, 특히 고샤야트라 파르바의 일부는 아르주나가 갠지스강 강둑에서 간다르바의 수장 앙가라파르나에 맞서 아그네야스트라를 사용했으며, 아르주나가 "수십만"의 간다르바를 죽였다고 전한다. 아르주나는 드로나에게서 불의 아스트라를 받았으며, 드로나는 아그니베샤에게서, 아그니베샤는 바라드바자에게서, 바라드바자는 브리하스파티에게서 이 무기를 받았다.
현자 아우르바는 또한 사가라에게 아그네야스트라를 주었다.
쿠루크셰트라 전쟁 동안 아슈와타마는 아그네야스트라를 소환하여 군인, 말, 전차, 코끼리 등으로 구성된 전체 악샤우히니를 잿더미로 만들었으며, 그 무기는 아르주나가 바루나스트라를 사용하여 무력화시켰다.

## 같이 보기
- 아스트라 (신화)
- 바루나스트라
- 수리야스트라
- 인드라스트라